# Medal pamiątkowy Wkroczenia do Paryża
Medal pamiątkowy Wkroczenia do Paryża (ros. Медаль памяти вступленія въ Парижъ) – rosyjski medal nadawany za udział w zdobyciu Paryża w 1814 roku.

## Historia
Odznaczenie został ustanowione manifestem cara Aleksandra I z dnia 30 sierpnia 1814 roku dla nagrodzenia generałów, oficerów i żołnierzy, którzy brali udział w bitwie i późniejszym zajęciu Paryża po jego kapitulacji w dniach 30-31 marca 1814 roku.
Medal miał być nadawany po ich powrocie z Francji, jednak w związku z dojściem do władzy we Francji króla Ludwika XVIII popieranego przez Aleksandra I zrezygnowano z jego nadawania, aby nie upokarzać Francji.
Dopiero w 1826 roku w 12 rocznicę zdobycia Paryża, następca Aleksandra I – car Mikołaj I rozpoczął nadawanie tego medalu, od dnia 19 marca 1826 roku. Nadawanie zakończono w 1832 roku. Łącznie w tym okresie nadano około 160 tys. medali.

## Zasady nadawania
Zgodnie z carskim manifestem medal był nadawany wszystkim żołnierzom, oficerom i generałom uczestniczącym w wyprawie do Francji w 1814 roku, jako wyróżnienie za udział w tych działaniach.

## Opis odznaki
Odznakę medalu stanowi okrągły krążek o średnicy 28 mm. Medal wykonano ze srebra.
Na awersie medalu w górnej części znajduje się oko opatrzności, z którego rozchodzą się promienie słoneczne. W dolnej części znajduje się popiersie Aleksandra I z wieńcem laurowym na skroniach.
Na rewersie wzdłuż krawędzi znajdują się wieńce laurowe, a w centralnej części napis ЗА — ВЗЯТIЕ — ПАРИЖА — 19 МАРТА — 1814 (pol. Za zdobycie Paryża 19 marca 1814).
Medal zawieszony był wstążce powstałej z połączenia wstążek Orderu św. Andrzeja i św. Jerzego.